# Хоседаю
Хоседаю (устар. Хоседа-Ю) — река в Ненецком автономном округе и Республике Коми, правый приток реки Адзьвы (бассейн Печоры).
Длина 167 км, площадь бассейна 2630 км². Течёт по Большеземельской тундре. Берёт начало из озера Хоседаты на высоте 104 м нум.
Питание преимущественно снеговое. Среднегодовой расход воды — в 46 км от устья 23,9 м³/сек. Замерзает в октябре, вскрывается в мае — начале июня.